# Ibrahim Haszim
Ibrahim Haszim, arab. ‏إبراهيم هاشم‎ (ur. 1878, zm. 14 czerwca 1958) – jordański polityk, prawnik i dyplomata, kilkakrotny premier Jordanii, zamordowany w Bagdadzie podczas zamachu stanu, który obalił iracką monarchię.

## Dzieciństwo i młodość
Haszim urodził się w mieście Nablus, położonym w Palestynie (wówczas w Imperium osmańskim). W 1910 ukończył studia prawnicze w Stambule.

## Początek kariery zawodowej
Po zakończeniu studiów został doradcą prokuratora w Bejrucie, a następnie sędzią okręgowym w Jaffie.
Podczas I wojny światowej w 1915 wstąpił do tureckiej armii. Po zakończeniu wojny zamieszkał w Damaszku i rozpoczął pracę w pierwszym arabskim rządzie Syrii. W latach 1919–1921 wykładał prawo na Uniwersytecie Damasceńskim. Syryjski król Fajsal I mianował go członkiem Sądu Apelacyjnego.
W 1921 wyjechał z francuskiego Mandatu Syrii i Libanu do brytyjskiego Mandatu Palestyny. W 1921 powstał tam Emirat Transjordanii. W maju 1922 Haszim został członkiem Rady Doradców Ministerstwa Sprawiedliwości, a 1 lutego 1923 objął stanowisko Prokuratora Generalnego. W 1922 emir Abd Allah powierzył mu urząd ministra sprawiedliwości Transjordanii.

## Kariera polityczna
W latach 1933–1938 Ibrahim Haszim został premierem Transjordanii, pełniąc jednocześnie obowiązki ministra sprawiedliwości i szefa Sądu Najwyższego Emiratu Transjordanii. Z urzędu odszedł wskutek konfliktu z konsulem Wielkiej Brytanii. Haszim nie sprzeciwiał się jednak dominacji brytyjskiej nad Transjordanią, a jako premier omawiał z brytyjskimi doradcami szereg problemów bieżącej polityki państwowej, przede wszystkim te związane z finansami (większe wydatki emiratu musiały być akceptowane przez Brytyjczyków). W 1945 ponownie został ministrem sprawiedliwości Transjordanii, a w 1946, gdy emirat uzyskał pełną suwerenność, po raz drugi stanął na czele rządu. Dymisję ze stanowiska złożył po roku, nie zgadzając się z założeniami traktatu o przyjaźni między Jordanią a Turcją. Po raz trzeci został premierem 21 grudnia 1955, pozostał na urzędzie jednak tylko do 1 stycznia 1956. Był to gabinet przejściowy, powołany po dymisji Hazzy al-Madżalego i gwałtownych zamieszkach, których uczestnicy, zwołani przez jordański oddział partii Baas, Partię Narodowych Socjalistów i inne organizacje lewicowe, protestowali przeciwko planom wstąpienia Jordanii do Paktu Bagdadzkiego. Haszim oficjalnie ogłosił odstąpienie Jordanii od tych planów.
Po raz ostatni został premierem Jordanii 25 kwietnia 1957, po wprowadzeniu przez króla Husajna stanu wyjątkowego, którego celem była pacyfikacja jordańskiej lewicy, polityków pronaserowskich oraz niechętnych monarchii organizacji palestyńskich, a w konsekwencji umocnienie osłabionej, niepopularnej monarchii haszymickiej. Rząd Haszima, w pełnym porozumieniu z królem, przybrał zdecydowanie prozachodnią orientację. Jordania opowiedziała się za bliską współpracą ze Stanami Zjednoczonymi, przeciwko krajom Bliskiego Wschodu rządzonym przez lewicę, poprawiła także swoje stosunki z Arabią Saudyjską i Irakiem. Stany Zjednoczone od 1957 przekazywały Jordanii znaczne sumy, które stopniowo zastąpiły dotacje brytyjskie.
14 lutego 1958 proklamowana została federacja Jordanii i Iraku, dwóch państw rządzonych przez Haszymitów. Haszim został wicepremierem wspólnego rządu obu krajów. W celu przeprowadzenia rozmów dotyczących szczegółów funkcjonowania unii, Haszim udał się do Bagdadu razem z ministrem obrony Sulajmanem Tukanem i wiceministrem spraw zagranicznych Chlusim al-Hairim. Ich delegacja została zaatakowana przez rewolucjonistów, występujących przeciwko monarchii irackiej, w pobliżu portu lotniczego w Bagdadzie. W zamachu zginęli Haszim i Tukan.